# Frans van Norden
Frans Johannes van Norden (Amsterdam, 20 april 1921 – aldaar, 13 februari 1967) was een Nederlands gitarist, accordeonist.en arrangeur.
Hij was zoon van winkelier en pensionhouder Maas van Norden en Elisabeth Heijt. Zelf was hij getrouwd met Lea Kuilenberg.
Hij ontwikkelde zich tot specialist op het gebied van tokkelinstrumenten met name de gitaar en instrument. Zo was hij dirigent van een mandolineorkest. Hij was dan ook de oprichter van het documentatiecentrum van het Nederlands Verbond van Mandoline Orkesten. Hij was daarbij ook examinator en jurylid bij wedstrijden. In 1958 was hij jurylid op het Wereld Muziek Concours in Kerkrade voor accordeon- en mandolineorkesten.  In aanvulling daarop verschenen talloze publicaties en verhandelingen over die instrumenten als ook over de accordeon. In die hoedanigheden hielp hij het peil van amateurmusici op die muziekinstrumenten aanmerkelijk verbeteren. Hij publiceerde tevens Het ontstaan en de ontwikkeling van het accordeon; het eerste Nederlandstalige naslagwerk op dat gebied. Tevens publiceerde hij Halen en blazen, vijfentwintig bekende nummers voor mondharmonicaband.
Artikelen van hem verschenen niet alleen onder de eigen naam, maar ook onder pseudoniemen Mr. Accordi, Cas Noiset en Philip Morgan.